# دوتاقیان
دوتاقیان (نام علمی: Dissorophinae) نام یک زیرخانواده از خانواده دوتاق‌داران است.